# Сэмпсон, Ник
Ник Сэмпсон (англ. Nic Sampson; 18 ноября 1986; Новая Зеландия) — новозеландский актёр, актёр озвучивания, комик и писатель. Известнен своей ролью Чипа Торна, жёлтого мистического рейнджера в телесериале «Могучие рейнджеры: Мистическая сила», в детективе-констебля Сэма Брина в сериале «Тайны Брокенвуда» и по новозеландскому скетч-шоу «Веселые девчонки».

## Биография
Ник родился 18 ноября 1986 года в Новой Зеландии.
Начал свою карьеру в 1999 году, и по сей день продолжает сниматься в кино
Сэмпсон сыграл роль Чипа Торна, жёлтого мистического рейнджера в телесериале «Могучие рейнджеры: Мистическая сила», после чего его узнало большое количество людей. Премьера состоялась в 2006 году. Он также озвучивал Рыцаря-Стража в Могучих рейнджерах: Операция «Овердрайв» и различных других монстров в последующих телесериалах Могучих рейнджеров.
Далее Сэмпсон изображает в детективе-констебля Сэма Брина в «Тайнах Брокенвуда», новозеландском детективном драматическом телесериале, премьера которого состоялась на Prime в 2014 году. В этом же году Сэмпсон стал лучшим новичком на Новозеландском международном фестивале комедии. В 2015 году он был номинирован на премию Билли Т., а в 2016 году Сэмпсон был номинирован на премию Фреда за лучшее шоу в Новой Зеландии. Сэмпсон был сценаристом и исполнителем сатирических новостей Новой Зеландии «Проект Джоно» и «Джоно и Бен». Сэмпсон также был сценаристом и исполнителем скетч-комедии « Смешные девчонки», которая длилась три сезона (2015—2018 гг.).
Он является одним из создателей новозеландского ситкома «Золотой мальчик». Сэмпсон является одним из основателей импровизированного комедийного коллектива Snort из Окленда. В 2021 году Сэмпсон присоединился к Роуз Матафео и Элис Снедден в качестве соавтора второго сериала BBC Three и сериала HBO Max Starstruck.
На данный момент продолжает свою карьеру.

## Фильмография

### Кино
| Год  | Название              | Роль              | Дополнение |
| ---- | --------------------- | ----------------- | ---------- |
| 2010 | Шпионы и ложь         | констебль Иган    | телефильм  |
| 2010 | Путь воина            | Паг               |            |
| 2012 | Император             | красный лейтенант |            |
| 2018 | Агентство расставаний | Джефф             |            |
| 2020 | Залёт                 | Брайан            |            |